# Königsplatz (Sächsische Schweiz)
Der Königsplatz bei Hinterhermsdorf ist ein traditionsreicher und bekannter Aussichtspunkt in der Sächsischen Schweiz. 

## Lage
Der Königsplatz liegt im deutschen Teil des Elbsandsteingebirges im Nationalpark Sächsische Schweiz in der Nähe von dessen Übergang zum Nationalpark Böhmische Schweiz. Mit einer Höhe von 436,5 m ü. NHN bildet der Königsplatz die höchste Erhebung im südlichen Teil der Gemarkung Hinterhermsdorf, die zur Großen Kreisstadt Sebnitz gehört. Dabei befindet er sich in dem dünn besiedelten Bereich der Hinteren Sächsischen Schweiz.
Der Königsplatz ist der südliche Abschluss eines felsigen Bergrückens, den die rund 190 Meter niedriger gelegene, tief in ihr Tal eingeschnittene Kirnitzsch, in diesem Abschnitt der Grenzfluss zu Tschechien, in einem bis zwei Kilometer Entfernung in weitem Bogen von Zadní Doubice (Hinterdaubitz) im Osten vorbei an der Oberen Schleuse im Südosten und Zadní Jetřichovice (Hinterdittersbach) im Süden bis in den Westen bei der Unteren Schleuse umfließt.
Das Gelände fällt in einer steilen Stufe bis zu 150 Meter tief in schmale, felsige Seitentäler der Kirnitzsch ab: im Südosten ins Vordere Schweineloch, im Südwesten in die Hölle, im Nordwesten in die Meilerschlüchte. Wenige Meter südlich des Königsplatzes befinden sich noch die freistehenden Kletterfelsen Eisenspitze, Dreibrüderstein und Unterer Dreibrüderstein, die zum Hinterhermsdorfer Gebiet im Klettergebiet Sächsische Schweiz zählen.

## Erreichbarkeit
Erreichbar ist der Königsplatz über den mit einem roten Strich markierten Wanderweg zu Fuß innerhalb einer Dreiviertelstunde vom Ortszentrum Hinterhermsdorf aus oder innerhalb einer halben Stunde vom am Ortsrand gelegenen Parkplatz an der Buchenparkhalle. Der Königsplatz selbst liegt nicht direkt an diesem Wanderweg, sondern an einem Verbindungsweg (Königsplatzweg) zwischen diesem und der unweit westlich in Nord-Süd-Richtung im engen Felsengrund Hölle verlaufenden Zollstraße (Böhmerstraße) von Hinterhermsdorf über Zadní Jetřichovice (Hinterdittersbach) nach Jetřichovice (Dittersbach). Aus Richtung Osten lässt sich der Königsplatz ebenfalls über den mit einem roten Strich markierten Wanderweg von der Oberen Schleuse an der Kirnitzsch aus durch den Tunnel Holl erreichen. Rund 300 Meter östlich liegt mit der Grünstelligen ein weiterer Aussichtspunkt, der allerdings weniger bekannt ist und den Blick vor allem in Richtung Osten freigibt.

## Infrastruktur
Am Königsplatz selbst befindet sich eine breite, in den Fels gehauene und von einem mächtigen Sandsteinblock überdachte Bank mit aktuell (Stand: 2018) aufgrund von Bewuchs eingeschränkter Aussicht – wohl der eigentliche Königsplatz. In deren Rücken führen Stufen auf ein etwa vier Meter höher gelegenes Aussichtspodest auf einem Sandsteinfelsen, von dem aus sich die beste Aussicht an diesem Aussichtspunkt bietet. Es ist rund drei Quadratmeter groß, von einem Geländer umgeben und mit einer Holzbank und zwei Aussichtstafeln ausgestattet. Am Königsplatz steht ferner eine hölzerne Schutzhütte, zudem befinden sich dort eine Tafel mit geschichtlichen Informationen und ein Wegweiser.

## Aussicht
Der Aussichtspunkt Königsplatz bietet eines der geschlossensten Waldbilder des Elbsandsteingebirges. Bemerkenswert ist, dass nur zwei Siedlungen zu sehen sind: der Sebnitzer Ortsteil Lichtenhain 9 Kilometer westlich und die tschechische Stadt Kamenický Šenov (Steinschönau) 16 Kilometer südöstlich. Mit deren Ausnahme zeigt sich eine geschlossene Berg- und Waldlandschaft mit nordböhmischen Basaltkegeln und den Felsen des Elbsandsteins. Der Fernblick reicht über rund 220 Grad von Ostsüdosten bis Nordwesten. Zu sehen sind dabei viele Gipfel des Lausitzer Gebirges, der Böhmischen Schweiz und der Sächsischen Schweiz. Dazu gehören die Lausche im Zittauer Gebirge, der Klíč (Kleis), der Studenec (Kaltenberg), der Růžovský vrch (Rosenberg), der Děčínský Sněžník (Hoher Schneeberg), der Große Winterberg, der Lilienstein und die Pohlshörner.
In weiterer Ferne sichtbar ist der rund 25 Kilometer entfernte Fernsehturm Buková hora in den Vierzehnbergen. Zu erkennen ist zudem die 50 Kilometer südwestlich gelegene Milešovka, der im Deutschen als Milleschauer oder Donnersberg bekannte höchste Berg des Böhmischen Mittelgebirges. Besonders prominent vom Königsplatz aus zeigt sich aufgrund der geringen Entfernung der Raumberg. Der Blick nach Norden in Richtung Hinterhermsdorf und zum Weifberg ist hingegen durch nahe Felsen – einige von ihnen wenige Meter höher als der Königsplatz – und vor allem durch Bäume versperrt.

## Geschichte
Seinen Namen verdankt der Aussichtspunkt dem sächsischen König Friedrich August II. (1797–1854), der dort gern verweilt haben soll. Aus dem 19. Jahrhundert stammt auch die Steinbank. An dem Felsblock, der sie überdacht, befinden sich drei rechteckige Vertiefungen im Sandstein. Dort waren einst Beschilderungen angebracht. Unter anderem war darauf zu lesen:

„Es wandelt der Mensch auf den Trümmern finstrer vorweltlicher Zeiten,/Vielleicht rang hier ein Titan mit dem allmächtigen Zeus./Den Untergang will es dem Gott im Kampf um den Himmel bereiten:/Sieh am geborstenen Fels den schauerlich klaren Beweis.“

Erschlossen hat den Aussichtspunkt Carl Christian Eduard Voigt, der von 1834 bis 1845 Hinterhermsdorfer Revierförster war und als solcher auch auf dem Altarstein genannt wird. Er machte auch den Tunnel Holl, die Grünstellige sowie die Wolfsschlucht durch Wanderwege zugänglich. Damit schuf er eine wichtige Voraussetzung für den Tourismus. Das Jahr der Erschließung, 1836, findet sich eingemeißelt in einen Sandsteinfelsen auf dem Weg zum Königsplatz nahe dem Tunnel Holl.
Frühe Abbildungen des bereits damals so bezeichneten Königsplatzes bzw. von der sich dort bietenden Aussicht hinterließen in der Mitte des 19. Jahrhunderts der Lithograf Carl Wilhelm Arldt sowie der Fotograf Hermann Krone.
Etwa 40 Meter nördlich des Königsplatzes wurde am 22. Mai 1879 der hölzerne Friedrich-August-Turm eingeweiht. Auf Anregung von Oberförster Hermann Schlegel ließ ihn die Sektion Hinterhermsdorf des Gebirgsvereins für die Sächsische Schweiz errichten. Er war 14 Meter hoch und bot einen Rundumblick, auch ins nördliche Hinterhermsdorf. Aufgrund von Baufälligkeit wurde der Turm 1902 wieder abgerissen. Ohnehin waren nördlich des Königsplatzes um 1900 noch weitere Bereiche des Bergrückens erschlossen, wovon in den Fels gehauene Treppen und Balkenfalze von Brücken zeugen.

## Galerie

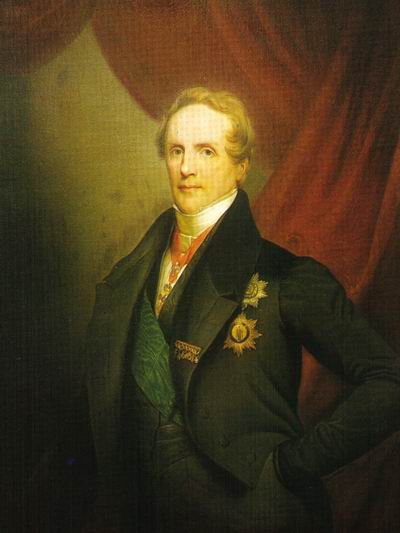
König Friedrich August II. von Sachsen, der Namensgeber des Königsplatzes
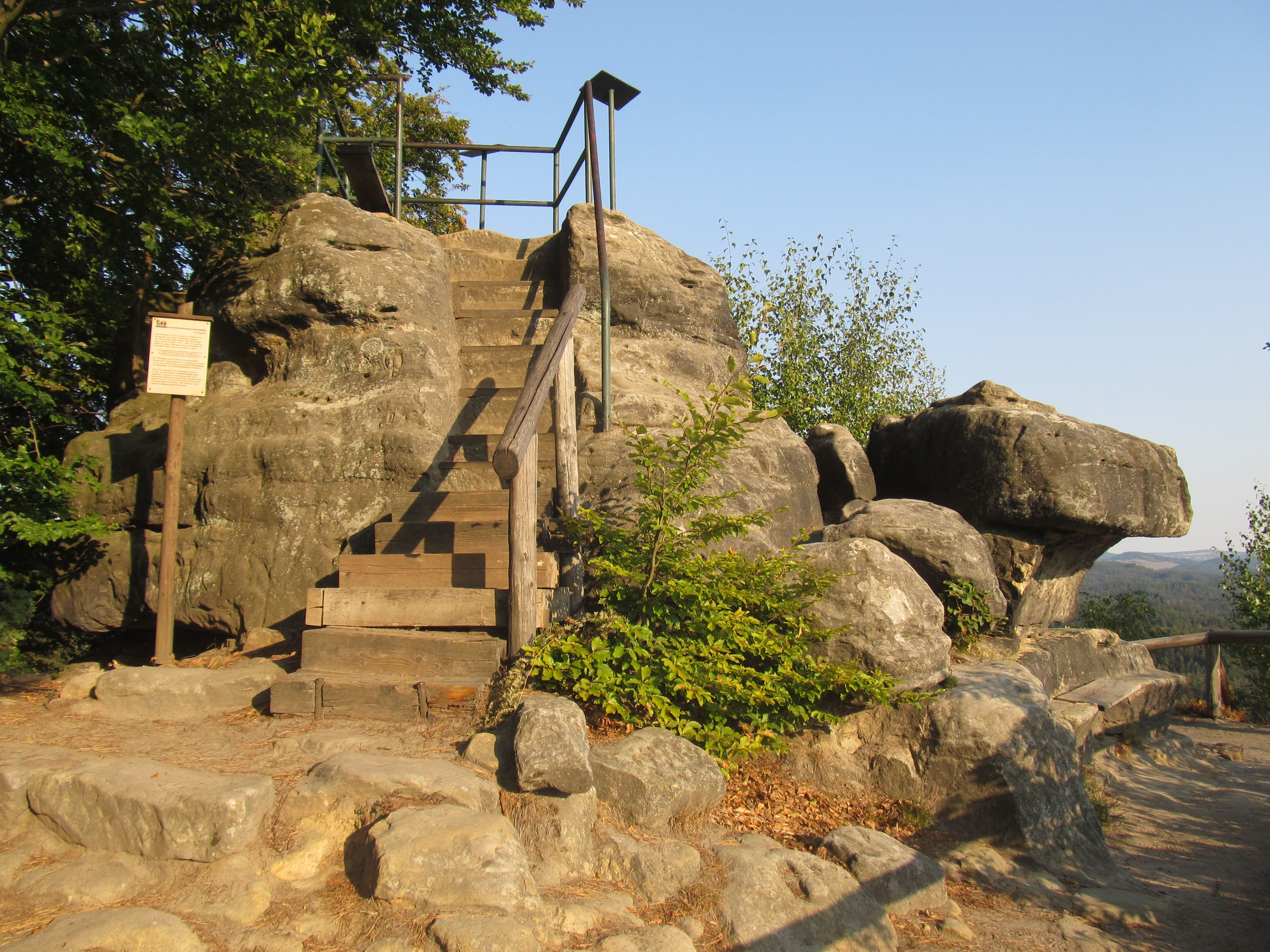
Aussichtspunkt Königsplatz
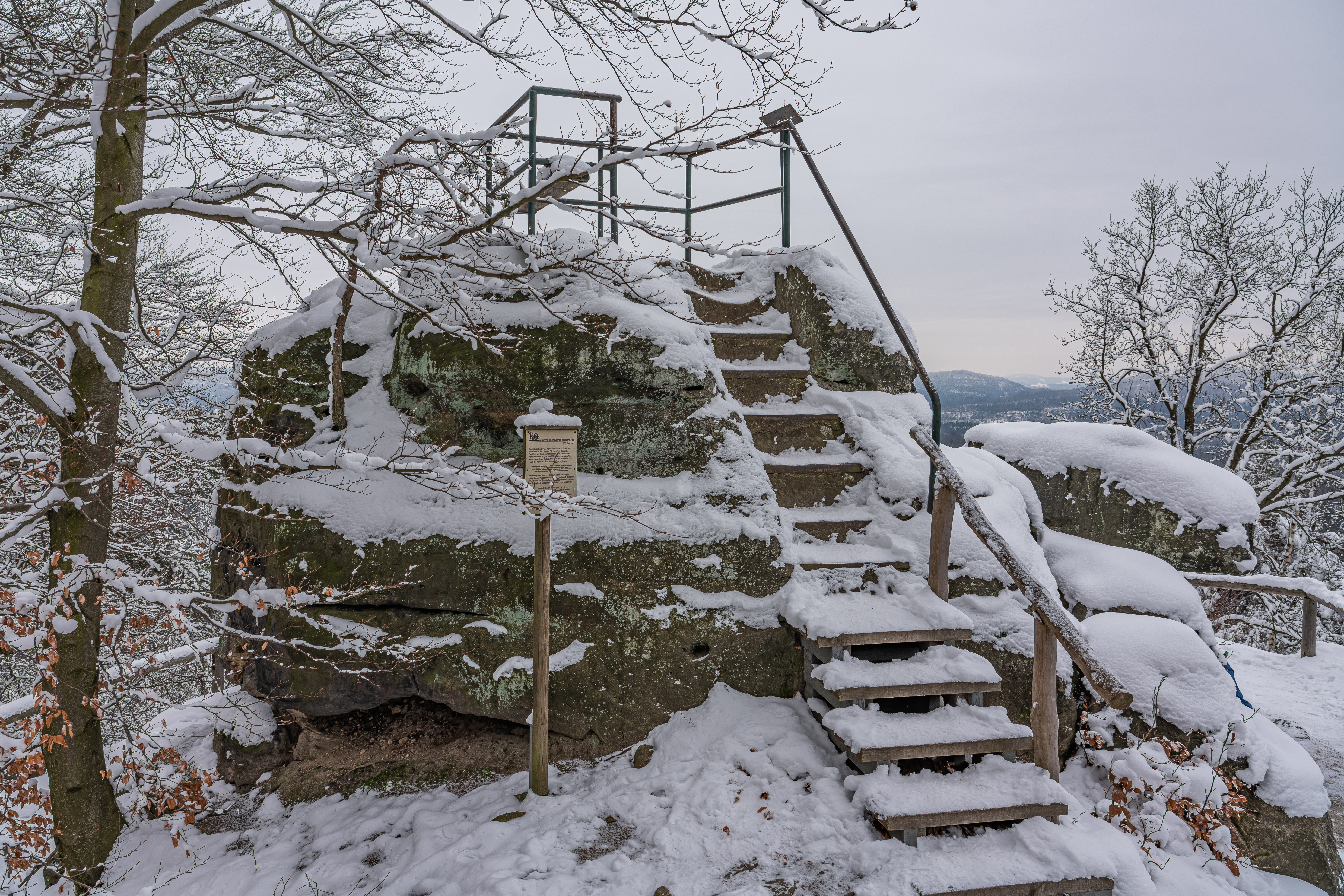
Der Aussichtspunkt im Winter
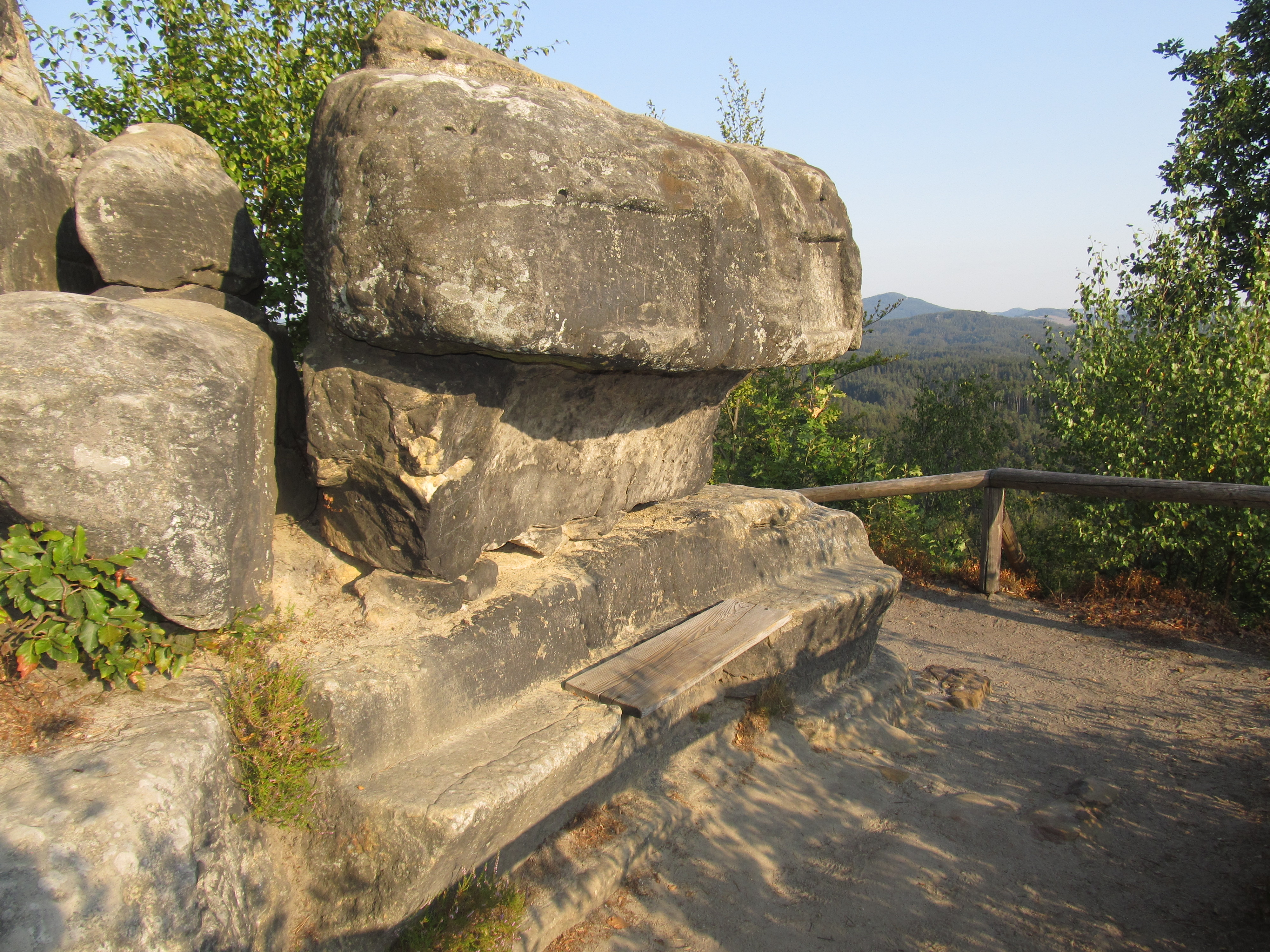
Steinbank unterhalb des Aussichtspunktes
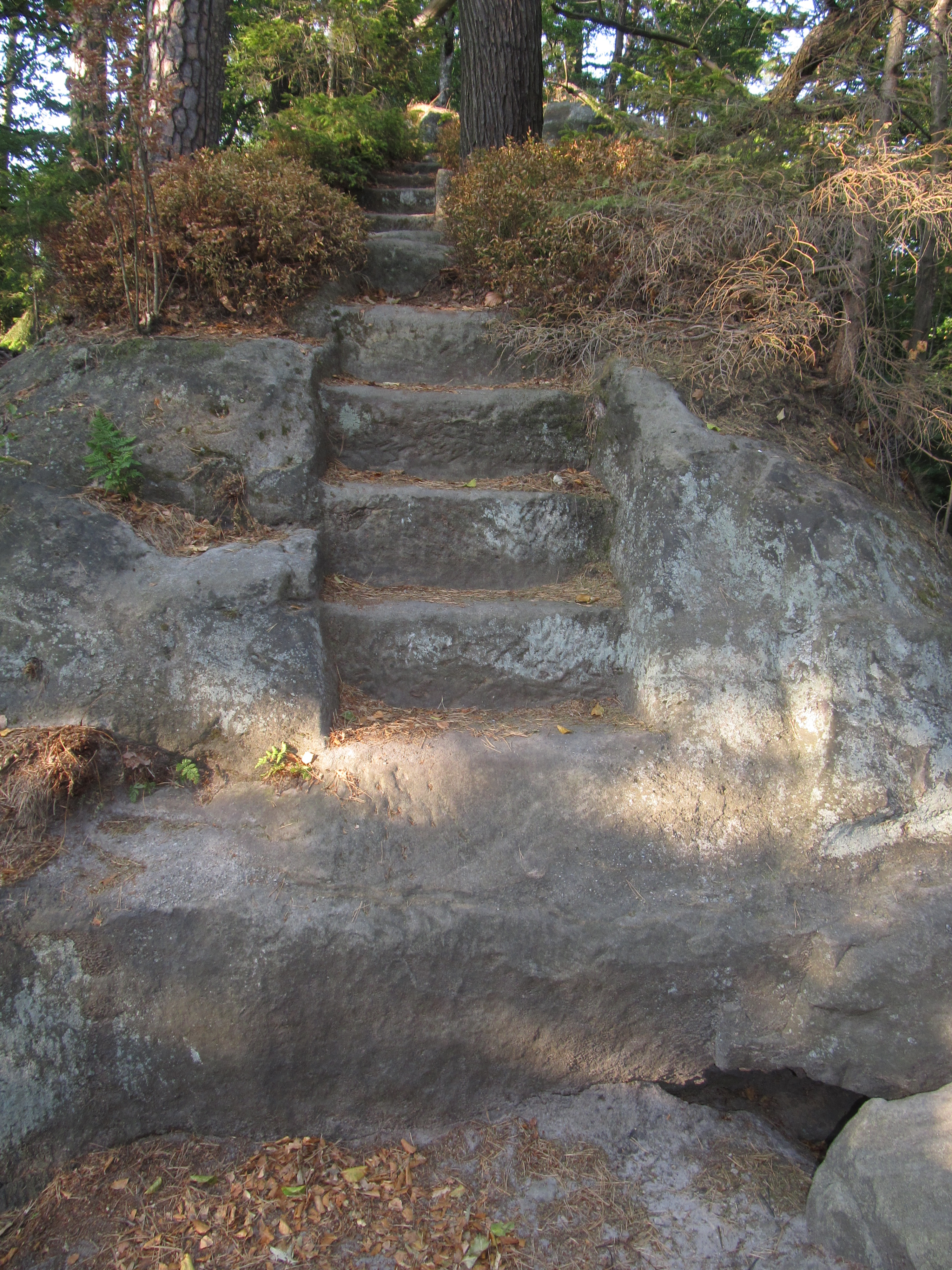
Historische Sandsteinstufen im Umfeld des Aussichtspunktes
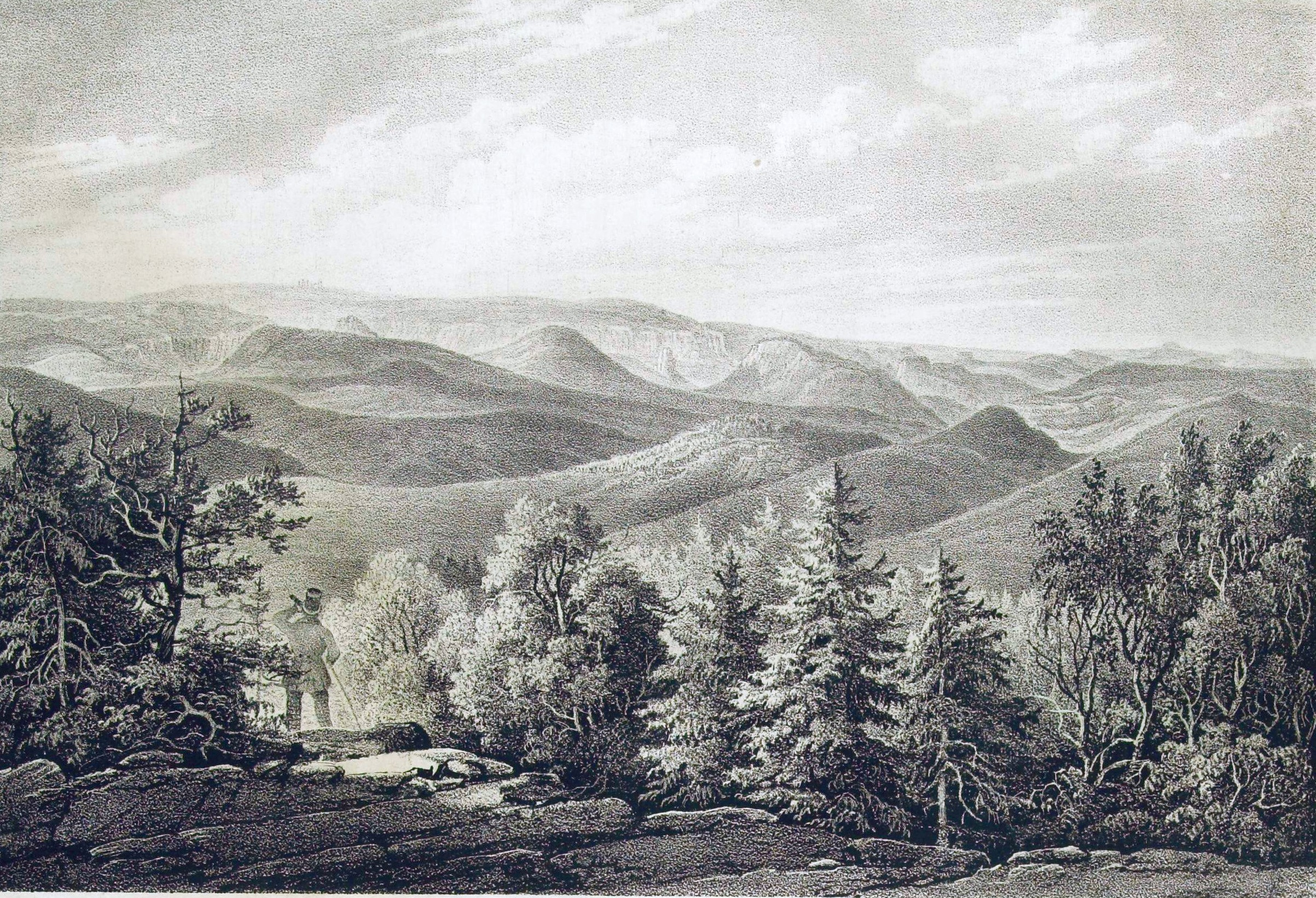
Historische Ansicht der Aussicht in Richtung Westen (um 1845)
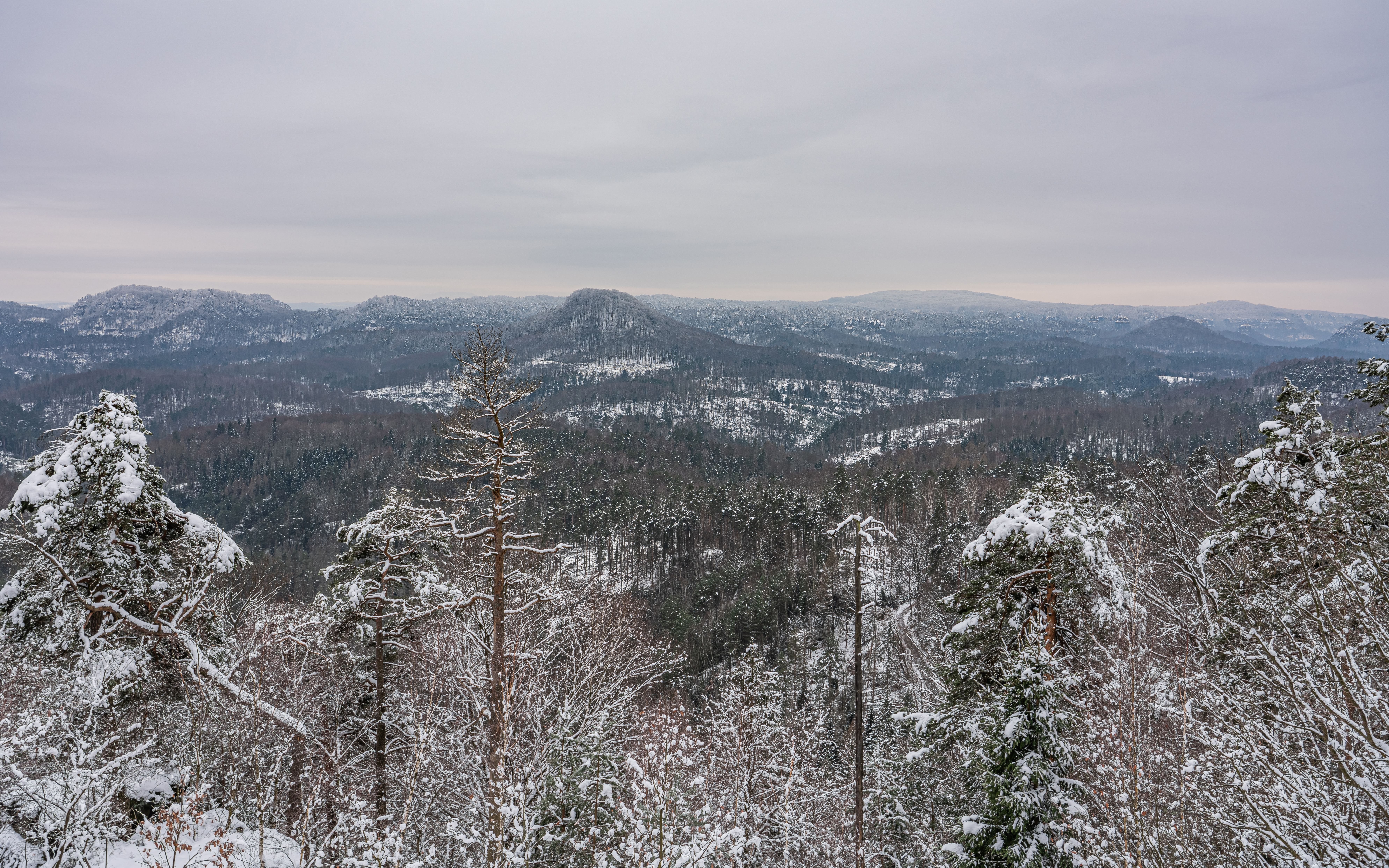
Aussicht in Richtung Westen, in der Bildmitte der Raumberg
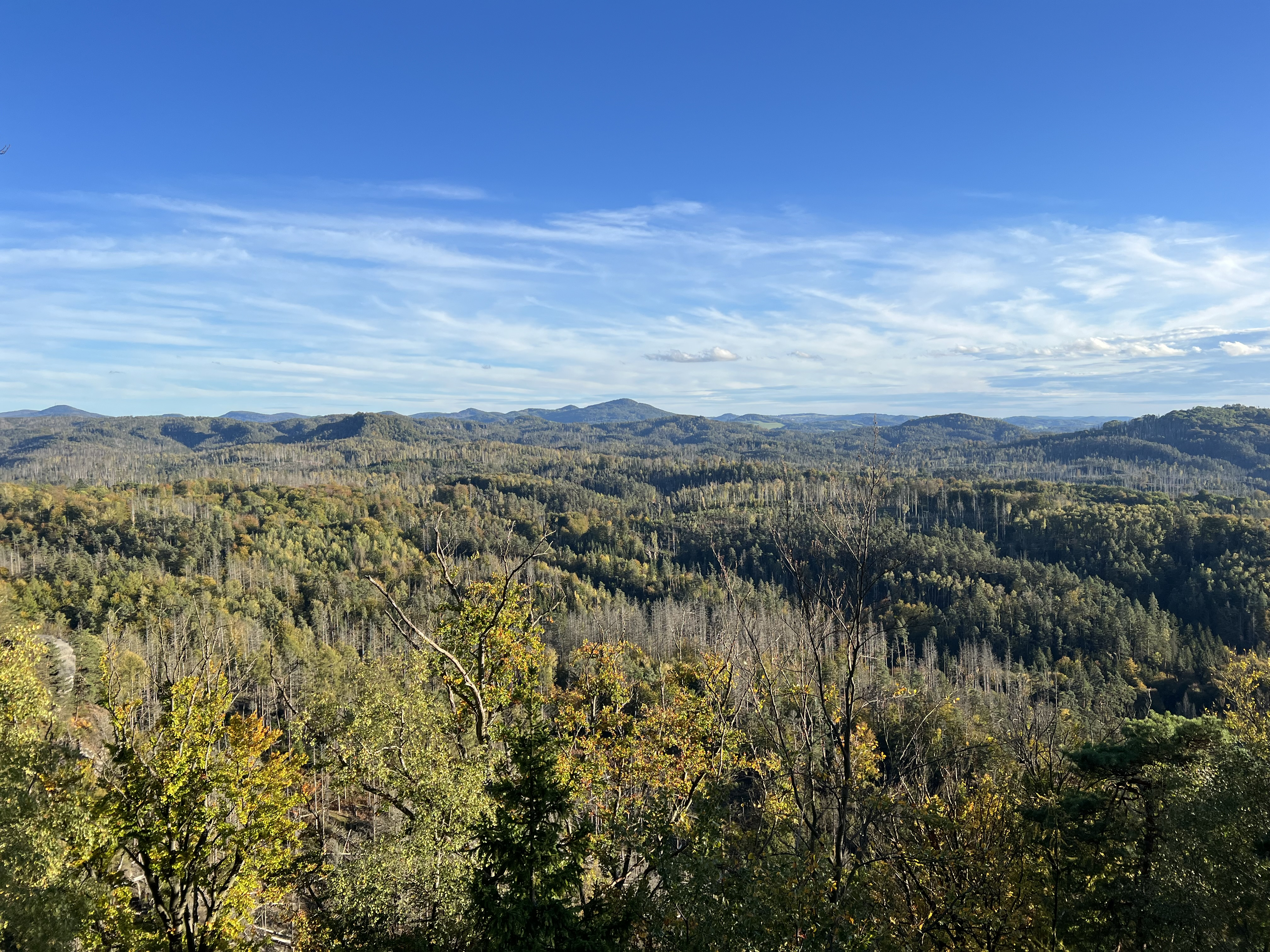
Aussicht in Richtung Süden, in der Bildmitte der Studenec (Kaltenberg), links am Bildrand der Jedlová (Tannenberg)